# نیژنوارتوفسک

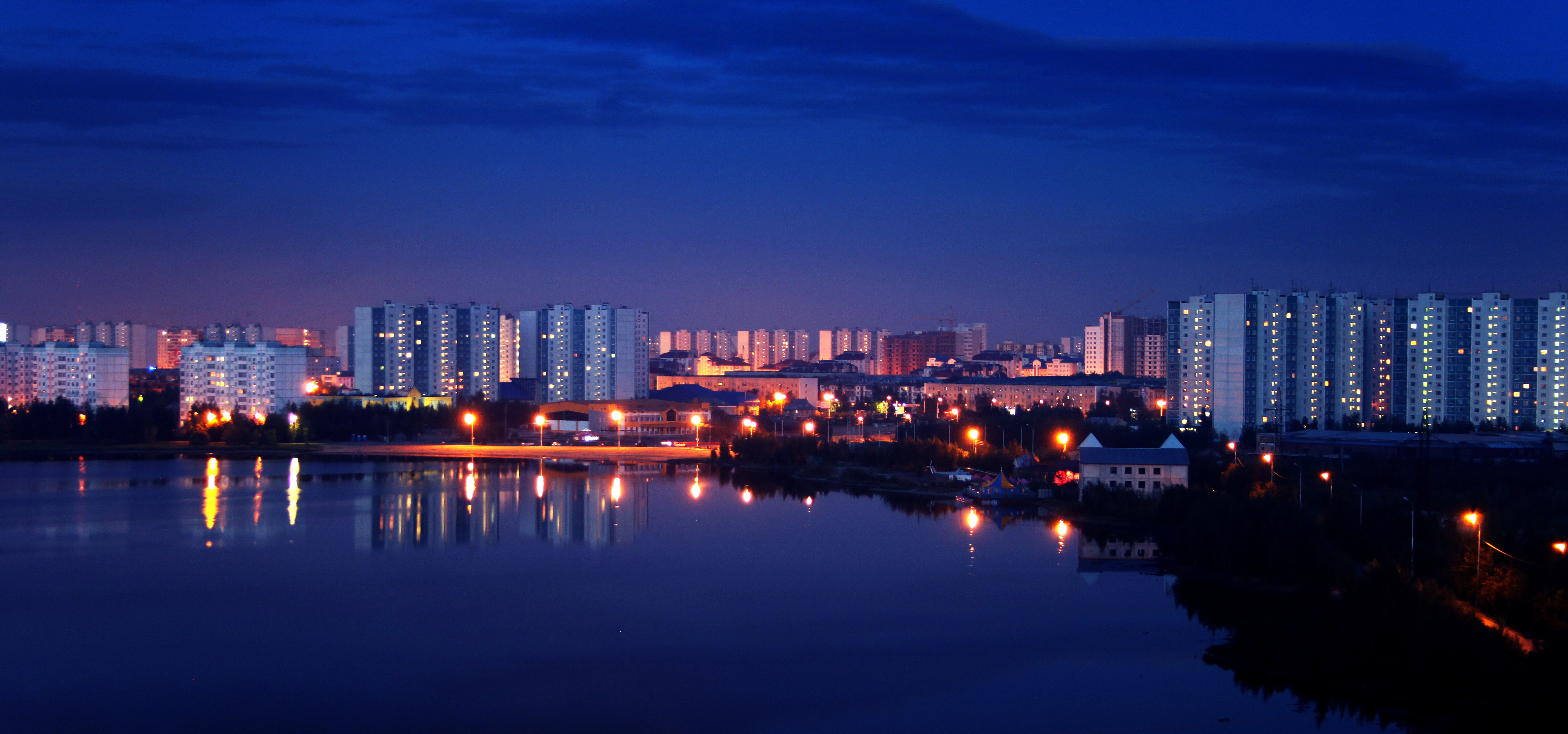

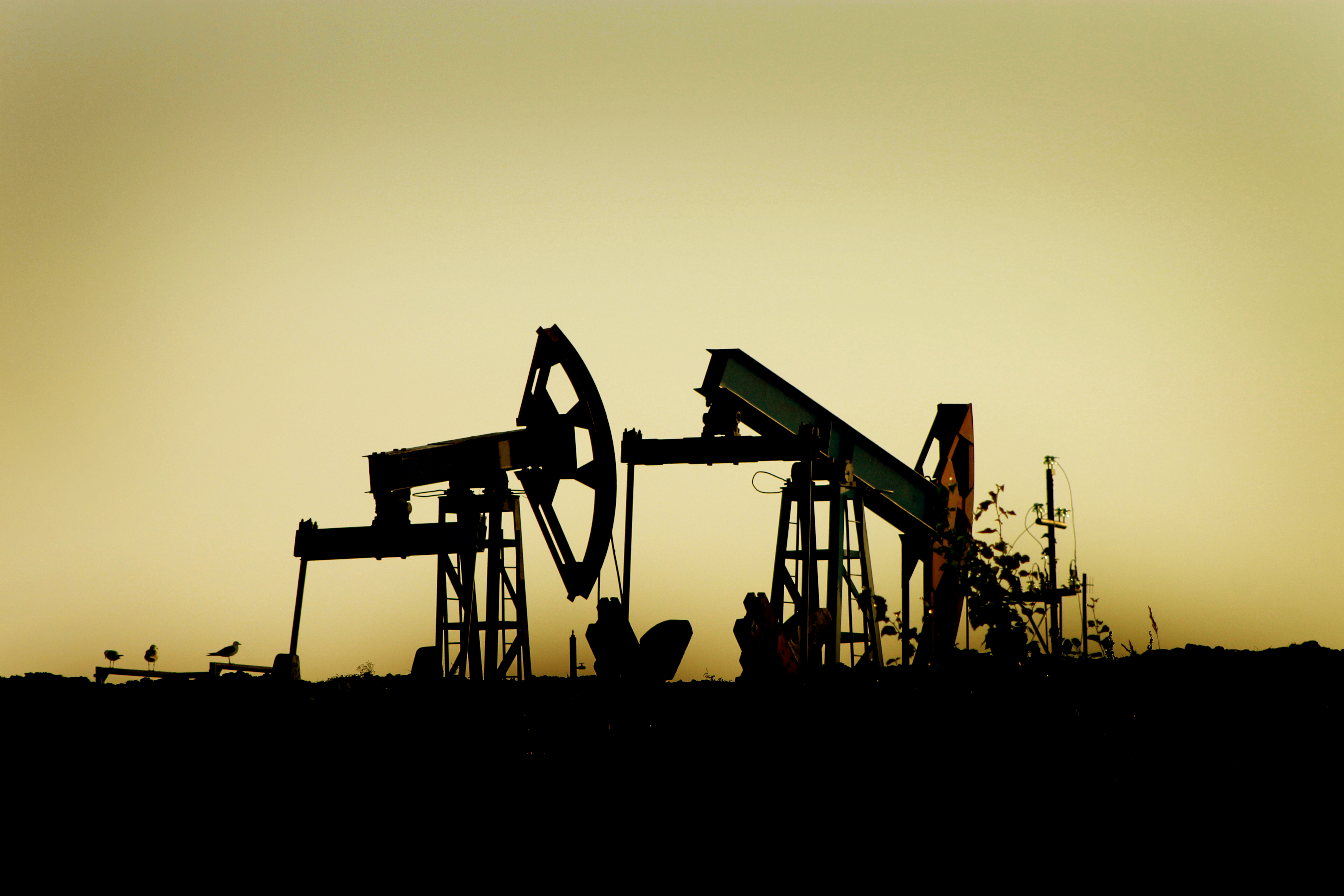

شهر نیژنوارتوفسک (به روسی: Нижневартовск) در کشور روسیه و در اوکروگ خانتی-مانسی اوتونوموس واقع شده‌است.